# Donje Krajince
Donje Krajince (en serbe cyrillique : Доње Крајинце) est un village de Serbie situé sur le territoire de la Ville de Leskovac, district de Jablanica. Au recensement de 2011, il comptait 728 habitants.

## Démographie
| 1948 | 1953 | 1961 | 1971 | 1981 | 1991 | 2002 | 2011 |
| ---- | ---- | ---- | ---- | ---- | ---- | ---- | ---- |
| 836  | 717  | 721  | 698  | 807  | 817  | 764  | 728  |

|  |